# Микрокредитование
Микрокредитова́ние (англ. microcredit) — один из основных видов микрофинансирования, заключающийся в выдаче небольших кредитов людям, которые не имеют доступа к традиционному банкингу в силу разных причин.
Запрещено в большинстве развитых стран мира (как по причине больших процентов, так и по причине необходимости погашения в короткие сроки).
Стоимость микрокредитов обычно значительно превышает ставки по обычным банковским займам.
С начала 1990-х годов, этот вид деятельности распространился, а термин стал популярным после выдвижения благовидной гипотезы о том, что микрокредиты позволяют очень бедным людям стать микропредпринимателями и тем самым добиться финансовой независимости и устойчивости.
Генеральная Ассамблея Организации Объединённых Наций даже объявила 2005 год Международным годом микрокредитования, а создатель Grameen Bank Мухаммад Юнус получил Нобелевскую премию мира в 2006 году.
Однако не все эксперты убеждены в справедливости подобной теории, утверждая, что не могут найти её подтверждения в своих исследованиях.

## История
Концепция микрокредитования была разработана профессором экономики Мухаммедом Юнусом. Профессор получил образование в США, но сам был родом из Бангладеш, одной из самых бедных стран мира. В 1974 году Юнус включился в борьбу с голодом в своей родной стране. В ходе борьбы, он обнаружил, что даже самый незначительный кредит может сыграть решающую роль в выживании бедняков. Свой первый микрокредит он выдал из собственного кармана 10 женщинам, которые изготавливали мебель из бамбука, сумма кредита составила всего 27 долларов. В то же время Юнус обнаружил, что обычные банки не заинтересованы в выдаче кредитов небогатым предпринимателям из-за высоких рисков невозвращения ссуженных средств.
В 1983 году, Юнус основал банк «Грамин» (иногда упоминается как Граминский банк), который занимался выдачей микрокредитов бедным бангладешцам. С 1983 года этот банк уже выдал более 4 миллионов кредитов на общую сумму около 5 миллиардов долларов. Для обеспечения возврата кредитов банком применялась система круговой поруки: среди кредиторов образовывались неформальные группы, члены которых поручались друг за друга и поддерживали друг друга. По мере развития этой системы банком Грамин были разработаны и другие схемы альтернативного кредитования. Помимо микрокредитов банк также выдавал жилищные кредиты, хозяйственные и сельскохозяйственные кредиты, занимался венчурными капиталами, принимал вклады.
Хотя «Грамин» изначально создавался как некоммерческая организация, зависящая от государственных субсидий, позже он стал юридическим лицом и в 2002 году был переименован в «Грамин II».
Успешность данной модели, внедрённой Грамином, вдохновила финансистов из многих других развивающихся и даже развитых стран, включая США. Микрокредитование быстро стало популярным инструментом экономического развития, и в странах третьего мира появились сотни организаций. Многие (но не все) проекты по микрокредитованию ориентированы специально на женщин, поскольку последние, по мнению разработчиков таких проектов, диспропорционально страдают от бедности и несут на себе бо́льшую часть расходов по содержанию семьи, в особенности когда речь идёт о неполных семьях. Около 96 % микрокредитов Грамина были выданы женщинам.
Агентство микрофинансирования Ага-хана (англ. The Aga Khan Agency for Microfinance, AKAM) — это ещё одна инновационная организация. Агентство предоставляет широкий спектр финансовых услуг, включая микрострахование, жилищные микрокредиты, сберегательные вклады, счета для образования и медицинского обслуживания. Агентство также предлагает разнообразную поддержку для микропредпринимателей, чей бизнес связан с восстановлением культурных ценностей. Агентство является частью Сети развития Ага-хана (англ. Aga Khan Development Network, AKDN).
Юнус был удостоен Нобелевской премии мира в 2006 году за свою работу по предоставлению микрокредитных услуг бедным.

## Достижения, недостатки и перспективы
По сведениям Международного банка, в мире насчитывается более 7 тысяч микрофинансовых организаций, которые обслуживают около 16 миллионов человек в развивающихся странах и странах третьего мира.
В ноябре 2002 года более 2 тысяч делегатов из 100 стран собрались в Нью-Йорке на  «Саммит по микрокредитованию». «Саммит» поставил цель к 2005 году охватить микрокредитованием 100 миллионов беднейших семей мира. Поддержку в достижении этой цели оказал и оказывает ряд известных политиков и финансовых институтов. С 2005 года инициативу микрокредитования начала активно поддерживать ООН.
Движение микрокредитования имеет критиков, которые утверждают, что в некоторые программы микрокредитования заложен чрезмерный процент по кредиту. Также существуют опасения, что деньги для микрокредитования будут выделяться за счёт других необходимых гуманитарных программ в области здравоохранения, образования и очистки питьевой воды. Кредитные программы могут помочь небогатым людям улучшить своё материальное положение, но они не способны удовлетворить потребность в инфраструктуре и других базовых социальных службах.
Выделяют следующие проблемы микрокредитования:
- Высокие ставки по микрокредитам;
- практика показывает, что микрокредитование так и не доходит до беднейших;
- микрокредиты могут вызвать у заёмщиков зависимость;
- микрокредит может дать толчок к финансовому благополучию, но без старания заёмщика успех может быть недолгим.

## Микрокредитование по странам

### Индия
Национальный банк сельскохозяйственного и сельского развития Индии финансирует более 500 банков, выдающих кредиты группам взаимопомощи. Эти группы взаимопомощи состоят не более чем из 20 членов, большинство из которых — женщины из низших каст и племён. Члены группы каждый месяц вносят по несколько рупий в фонд (кассу взаимопомощи), откуда любой член группы может занять деньги на свои нужды. Как только группа научится удачно распоряжаться своим фондом, она может обратиться за кредитом в банк, чтобы потом инвестировать полученные средства в небольшой бизнес или сельскохозяйственную деятельность. Банк обычно выдаёт в кредит сумму, в четыре раза превышающую текущие средства в кассе взаимопомощи группы. Такие группы обычно выплачивают по кредиту 11-12 % годовых. Сейчас в Индии такие кредиты берут 1,4 миллиона групп взаимопомощи, которые включают 20 миллионов женщин. Этот факт делает индийскую модель микрокредитования самой большой программой микрофинансирования в мире. При поддержке таких организаций, как «Catholic Relief Services», «CARE», «APMAS» и «Oxfam», похожие программы развиваются в Африке и Юго-Восточной Азии.

### Казахстан
Основная статья: Истории МФО
В Республике Казахстан микрофинансирование появилось в 90-х гг. ХХ-го века в виде Программ микрокредитования. Данные Программы предоставляются через фонды, микрокредитные организации, кредитные союзы. Как правило, данные организации являются некоммерческими.

#### Основные критерии микрокредитных программ в РК
- размер кредита — сравнительно небольшой;
- целевые пользователи — домашние хозяйства с небольшим уровнем доходов и субъекты малого предпринимательства;
- срок, на который выдается кредит — в основном, краткосрочные;
- использование кредита — с целью получения дохода и развития бизнеса, а также получения образования, медицинских услуг и т. д.;

условия кредита — в большинстве своем гибкие условия предоставления кредитов, подходящие к местным условиям того или иного сообщества.
На сегодняшний день казахстанцы могут выбрать микрокредиты не только для бизнеса, но и для личного использования.
Действующие на настоящий момент в Республике Казахстан схемы микрокредитования можно разделить на два основных вида:
Индивидуальное кредитование — схема микрокредитования, следующая стандартной процедуре банковского кредитования и основывающаяся на оценке жизнеспособности бизнеса клиента, его кредитной истории и рекомендациях, имеющихся у него. При данной схеме кредитования обычно возникает необходимость в предоставлении залогового имущества или наличии солидарно (субсидиарно) ответственного по кредиту лица на случай дефолта.
Групповое кредитование — данная схема также называется «моделью банка Грэмин». Основой её является групповая гарантия. Кредит предоставляется группе лиц, являющихся гарантами кредитов друг друга. Группы сами выбирают членов своей группы, и такие взаимоотношения позволяют создавать товарищеское давление в группе, что помогает обеспечивать своевременные платежи по кредиту, а также сокращает затраты микрофинансовой организации по тщательному отбору и мониторингу своих Клиентов.

#### Ассоциация Микрофинансовых Организаций Казахстана
В Республике Казахстан действует Ассоциация Микрофинансовых Организаций Казахстана (АМФОК) — некоммерческое объединение микрофинансовых организаций, действующее по всей стране. Ассоциация была основана в феврале 2004 года, когда шесть ведущих микрофинансовых организаций Казахстана выступили учредителями АМФОК с целью решения проблем развития микрофинансового сектора в республике. Миссией АМФОК является развитие микрофинансового сектора для устойчивого обеспечения доступа населения, в том числе и сельского, к финансовым услугам с целью снижения уровня бедности и поддержания экономического роста, предоставление, продвижение и защита общих прав и интересов членов АМФОК.
В своей деятельности все члены АМФОК придерживаются Кодекса деловой этики членов АМФОК.

### Россия
В России микрокредитование регламентируется под названием микрофинансовая деятельность  — деятельность юридических лиц, имеющих статус микрофинансовой организации, а также иных юридических лиц, имеющих право на осуществление микрофинансовой деятельности в соответствии с российским законодательством, по предоставлению микрозаймов (микрофинансированию).
В законодательстве вводятся следующие определения:
- Микрофинансовая организация — юридическое лицо, зарегистрированное в форме фонда, автономной некоммерческой организации, учреждения (за исключением бюджетного учреждения), некоммерческого партнёрства, хозяйственного общества или товарищества, осуществляющее микрофинансовую деятельность и внесённое в государственный реестр микрофинансовых организаций в порядке, предусмотренном Федеральным законом от 02.07.2010 № 151-ФЗ «О микрофинансовой деятельности и микрофинансовых организациях»[7].
- Микрозаём — заём, предоставляемый заимодавцем заёмщику на условиях, предусмотренных договором займа, в сумме, не превышающей один миллион рублей.

Юридическое лицо, зарегистрированное в форме фонда, автономной некоммерческой организации, учреждения (за исключением бюджетного учреждения), некоммерческого партнёрства, хозяйственного общества или товарищества, приобретает статус микрофинансовой организации со дня внесения сведений о нём в государственный реестр микрофинансовых организаций и утрачивает статус микрофинансовой организации со дня исключения указанных сведений из этого реестра.
Кредитные организации, кредитные кооперативы, ломбарды, жилищные накопительные кооперативы и другие юридические лица осуществляют микрофинансовую деятельность в соответствии с законодательством Российской Федерации, регулирующим деятельность таких юридических лиц.
Действующим законодательством устанавливается порядок и устанавливаются числовые значения, а также порядок расчёта обязательных экономических нормативов достаточности собственных средств и ликвидности для микрофинансовых организаций, привлекающих денежные средства физических лиц и юридических лиц в виде займов.
Рынок микрофинансирования в России разделяется на три основные группы:
1. Займы малому бизнесу.
В данном сегменте работают в основном крупные организации с высоким уровнем капитала. Эффективная ставка по данного вида займам в среднем колеблется от 20 % до 40 % годовых.
2. Потребительские займы
В данном сегменте присутствуют компании как с высоким, так и со средним уровнем капитала. Эффективная ставка по данного вида займам в среднем колеблется от 100 % до 140 % годовых. Стандартный срок выдачи — от полугода до года.
3. «Займы до зарплаты» (быстрые и краткосрочные займы; pay day loans) — займы на небольшую сумму денег и на короткий период времени, которые берутся заёмщиком у финансовой компании (кредитора). Такие займы оформляются и выдаются кредитором в самые сжатые сроки[8]. Понятие «до зарплаты» говорит само за себя. Заём до зарплаты — это краткосрочный заём, как правило, сроком до 30 дней. С 1 июля 2023 года максимальная ставка по таким займам была ограничена на уровне 0,8% в день[9]. (Ранее составляла 1% в день). Высокий уровень ставок объективен — он учитывает повышенные расходы связанные с обслуживание малых сумм (в абсолютном выражении, на каждом займе компания зарабатывает незначительную сумму — в среднем от 400 руб. до 5 тысяч рублей), а также высокие риски не возврата, обусловленные отсутствием обеспечения по займам[10]. Микрофинансовые организации обычно предлагают микрозаймы на сумму от 1000 до 30 000 рублей сроком от 1 до 30 дней.

Микрокредитование в России регламентируется следующими документами:
- Федеральный закон «О микрофинансовой деятельности и микрофинансовых организациях»
- Приказ Минфина России от 03.03.2011 № 26н «Об утверждении Порядка ведения государственного реестра микрофинансовых организаций» (Зарегистрировано в Минюсте России 30.05.2011 № 20891).
- Постановление Правительства РФ от 29.08.2011 № 717 «О некоторых вопросах государственного регулирования в сфере финансового рынка Российской Федерации» (вместе с «Положением о Федеральной службе по финансовым рынкам»).
- Приказ Минфина России от 30.03.2012 № 42н «Об утверждении числовых значений и порядка расчёта экономических нормативов достаточности собственных средств и ликвидности для микрофинансовых организаций, привлекающих денежные средства физических лиц и юридических лиц в виде займов» (Зарегистрировано в Минюсте России 24.05.2012 № 24300).

По данным Национальной ассоциации участников микрофинансового рынка (НАУМИР), ежегодная потребность в микрозаймах в России 250—300 млрд рублей. На 2010, общий портфель микрокредитов оценивается в 22-23 млрд рублей, то есть удовлетворяется лишь 14 %.
По мнению главы комитета по финансовым рынкам Торгово-промышленной палаты России, Я. М. Миркина:

Область (российской экономики), на которую страшно смотреть, — это микрофинансовые организации. В 2012 году их число выросло до 2,4 тысяч, в 1,8 раз. К ноябрю 2013 году — ещё в 1,7 раз, и теперь их более 4700. Пока это зона ростовщичества, полной непрозрачности, кредитов до «получки» под 1000 % в месяц и обещаний инвесторам выплатить 20-25 % годовых, по меньшей мере. Это мыльный пузырь, который обязательно лопнет с огромными скандалами.

С 1 июля 2019 года вступил в силу закон регулирующий процентную ставку для микрофинансовых компаний на уровне 1 % в день. На 15 сентября число действующих микрофинансовых организаций в реестре ЦБ РФ достигло 1900 компаний. За 2019 год реестр покинули свыше 450 компаний и появилось 330 новых компаний. Центробанк, оценивая влияние введённых ограничений на рынок, отметил, что за 6 месяцев текущего года доходы компаний, которые специализируются на выдаче быстрых займов до зарплаты, просели на 7 %, тем не менее выручка МФО за 2018 в сравнении с предыдущими годами сильно выросли.